# Ryan Gomes
Ryan Anthony Gomes (ur. 1 września 1982 w Waterbury) – amerykański koszykarz, występujący na pozycjach skrzydłowego, aktualnie zawodnik Los Angeles D-Fenders.

## Osiągnięcia
Na podstawie, o ile nie zaznaczono inaczej.
NCAA
- Uczestnik turnieju NCAA (2004)
- Zaliczony do:
  - I składu:
    - All-American (2004)
    - All-AAC (2004, 2005)
    - pierwszoroczniaków AAC (2002)

  - II składu All-AAC (2003)

Drużynowe
- Wicemistrz D-League (2016)[2]

Indywidualne
- Laureat nagrody – NBA Development League Impact Player of the Year Award (2016)[3]
- Zaliczony do:
  - I składu ligi letniej NBA (2006)
  - II składu:
    - debiutantów NBA (2006)[4]
    - ligi letniej NBA (2005)

  - III składu D-League (2016)[5]